# 警察總部 (德勒斯登)

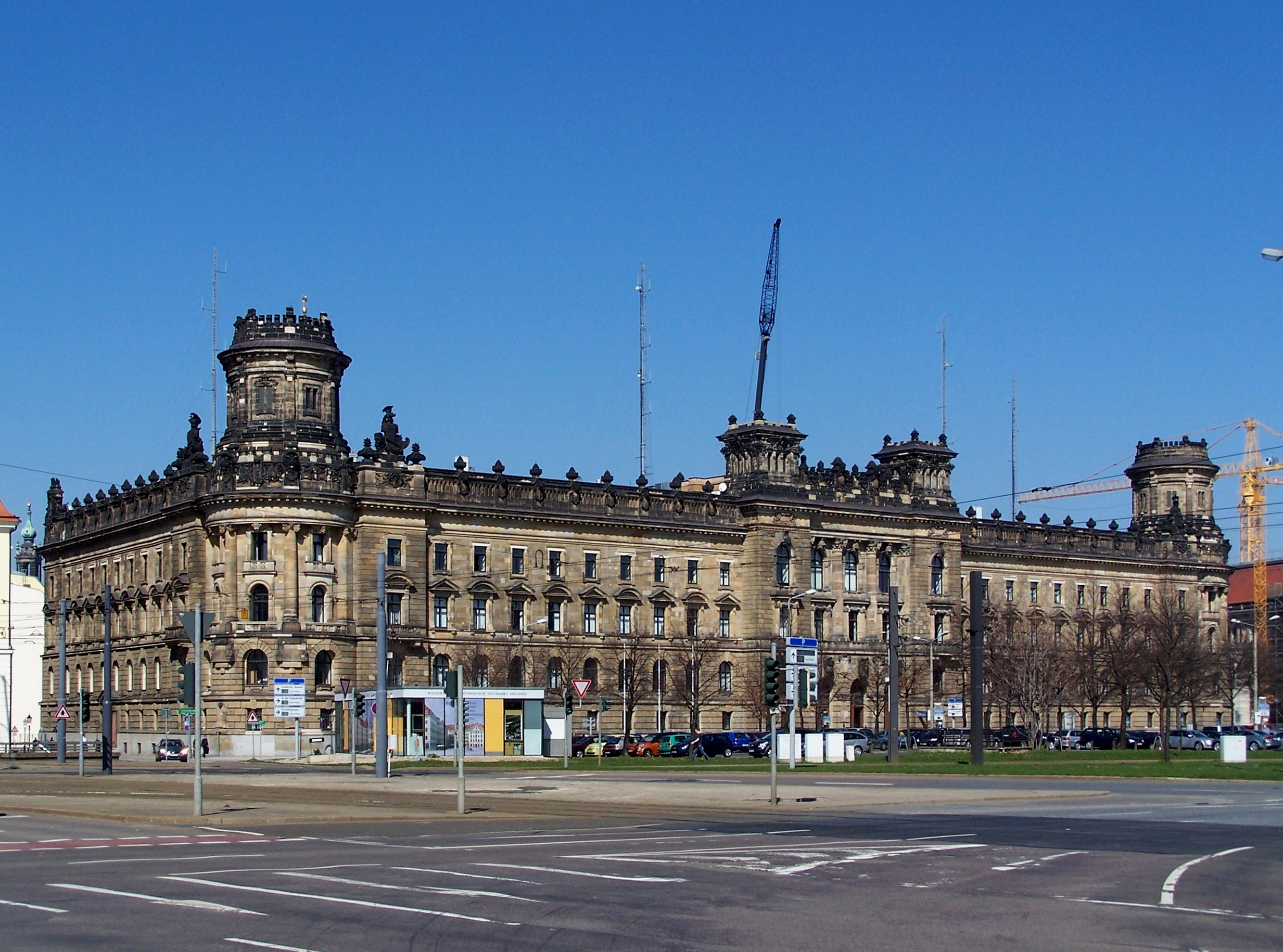
警察總部於Pirnaischen Platz的立面

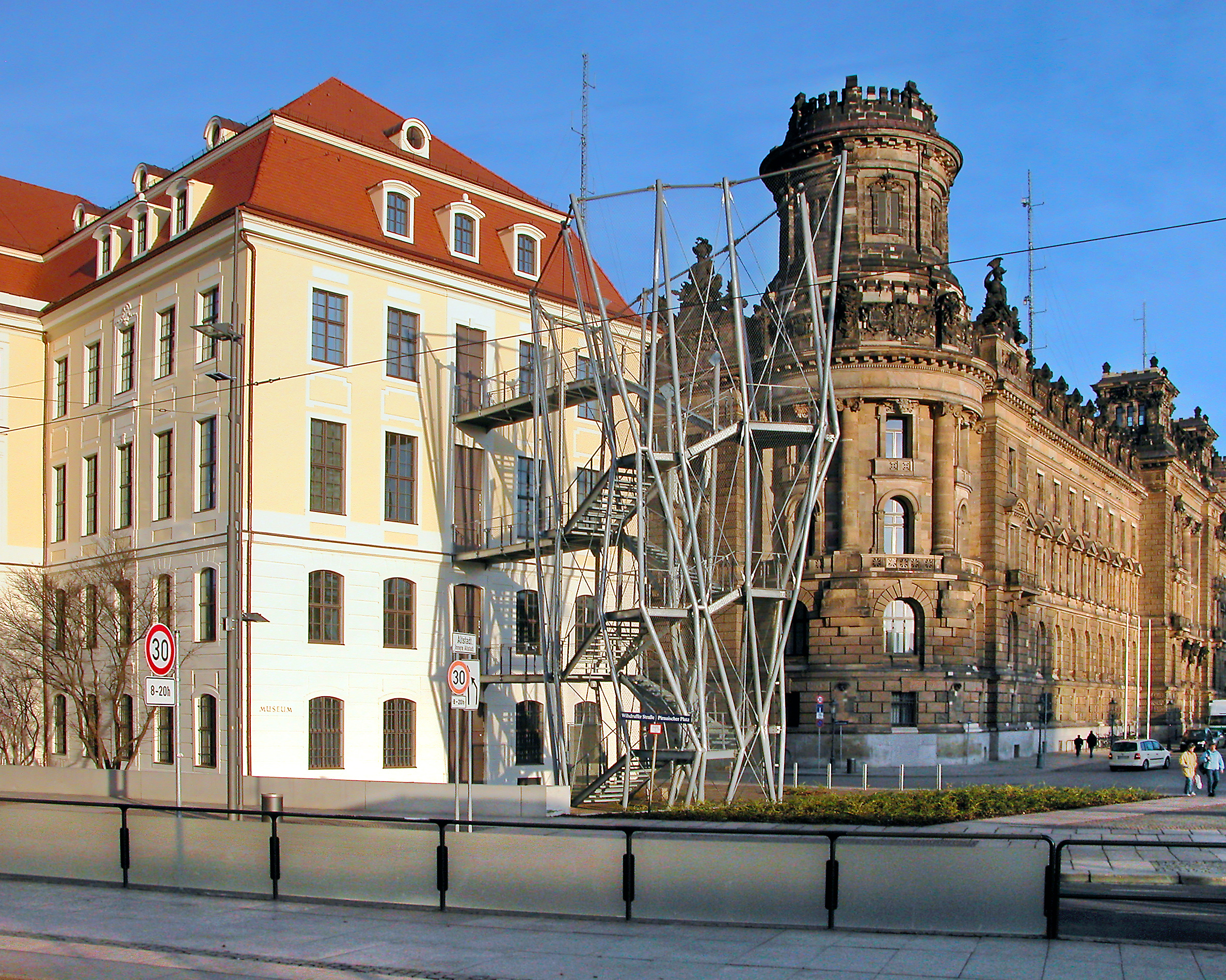
警察總部與隔壁的城市博物館

德勒斯登的警察總部(德語：Polizeipräsidium)建於1895至1900年間，是Pirnaischer Platz上最醒目的建築。最初為薩克森皇家警察總部。該建築的建築風格屬於德勒斯登歷史主義，包含了文藝復興和巴洛克的元素。該建築有四翼和三個庭院，兩端的圓形主塔賦予建築堡壘的特色。